# Veld
Veld, a szó jelentése annyit tesz, hogy föld vagy mező. Ezt a nevet különböző típusú nyílt területeknek adják Dél -Afrikában, amelyeket legelőként és termőföldként használnak. A legtöbb dél-afrikai gazdálkodó számára ma a „Veld” a munkaterületre vonatkozik, amelynek nagy része sajnos már rég nem „természetes”.

## Éghajlat
Dél-Afrika már a mérsékelt övbe tartozik, de különböző éghajlatmódosító tényezők változatos biomok létrejöttét tették lehetővé a térségben. Az egyik ilyen tényező a domborzat, mivel U alakban veszik körbe a hegyek a kontinens déli részét, így felfogva az óceán felől érkező nedves légáramlatokat.  Nyáron a passzát szelek miatt az uralkodó szélirány keleti, ezért az óceán felől érkező nedves levegő a Dragensbergnél felszállásra kényszerül és kicsapódik. Télen a nyugati szelek hoznak csapadékot a régióba. Ezek a tényezők okozzák, hogy a belső területekre már alig jut csapadék.
A területre jellemző csapadékhiányt tovább erősíti a Hadley-cella és Ferrel-cella találkozása, valamint a száraz levegőjű sivatagok és félsivatagos területek hatásai. A központi platóról a Berg-szél a meleg levegőt a partok felé fújja, melegítve azt, valamint a keleti partszakaszt az Egyenlítő felől érkező meleg áramlatok is melegítik. A helyi jellemzőktől függően - mint például a tengerszint feletti magasság, a földművelés és annak a klímára gyakorolt hatása - különböző típusú veld-eket lehet elkülöníteni.

## Veld típusok[2][3]
John Phillip Harison Acocks, dél-afrikai botanikus nagyjából 70 Veld típus különített el, melyek az alábbi nagyobb csoportokba tartoznak. 

### Trópusi erdő típusú Veldek
Ezek a sűrű, örökzöld erdők a partvonalon általánosan alacsonyabb  5-10 méter magas fákból állnak. Ahogy befelé haladunk a kontinensen úgy lesznek a fák egyre nagyobbak, - akár a 20 méter magasságot is elérhetik - miközben az erdő maga, egyre nyíltabbá válik. Ezek a trópusi erdők 150 métertől 1950 méter tengerszint feletti magasságig találhatóak. Évenként - nyaranta - 900-1500 milliméter eső hullik. Az itteni élőlényeknek hozzá kellett szokniuk a száraz telekhez. 
Az egyik leggyakoribb fafaj a milleitia grandis, aminek faanyaga  igen kemény és sűrű, úgynevezett vasfa, ezért például a vízen sem úszik, feldolgozása speciális szerszámokat igényel. Az erdők fái örökzöldek, de itt is akadnak kivételek, mint például az a fikuszfaj ami a száraz télen lehullajtja a leveleit.

### Trópusi bozót és szavanna típusú Veldek (Bushveld)
Ezek a területek általában 150-600 méter magasságban találhatóak. A talaj itt világosabb, valószínűleg vulkáni kőzetből jött létre. Évenként 500-750 milliméter eső hullik. Az esők nyáron érkeznek és a klíma mindig meleg. 
Az itteni növénytársulás fő, karakterisztikus alkotóelemei a következő három faj:
- Az akácia töviseket fejlesztett, így védve leveleit a növényevőktől.
- A marula, gyümölcse magas C-vitamin tartalommal rendelkezik, az állatok szívesen fogyasztják.
- A  domináns fűfaj, a Themeda triandra magasabb növésű, a tápanyagdús talaj miatt. Magyar neve vörösperje, mivel virágai nagy vörösbarna füzérekbe tömörülnek, valamint az eredetileg zöldes kékes fű a száraz évszakban vörösre szárad, karakterisztikus színt adva a tájnak. A csíkos gnú egyik kedvenc tápnövénye.

### Karoo és karooid típusú Veldek
A Karoo és Karooid típusú területek félsivatagosak. Ezek a típusokkal 0 méter tengerszint feletti magasságtól 1700 méter tengerszint feletti magasságig találkozhatunk. A keleti részein több csapadék esik, itt elérheti az 500 mm csapadékmennyiséget évenként. Ezeken a területeken több a bokor és fű, mint a pozsgások. Szárazabb részein az évenkénti átlagos csapadékmennyiség 50 és 200 mm között ingadozik. Ezeken a területeken a szukkulensek dominálnak, de az időszakos folyók mellett megjelenik néhány fa és bokor faj is. Nyugati felén a téli esők, keleti felén a nyári esők jellegzetesek. A szárazabb területek növénye az aloé, ami fa termetűre is megnőhet. A dögvirágok pedig kellemetlen dögszagukkal csalogatják magukhoz beporzóikat, a dongólegyeket.

### Mérsékelt és átmeneti erdő és bozót típusú Veldek
Mérsékelt övi erdő alatt azokat az erdőket értjük, amik a viszonylag mérsékelt övi élőhelyen honosak, bár magasabb arányban tartalmaznak déli fajokat. Ezek a típusú Veldek a Drankensbergen felfelé 600-2150 méter tengerszint feletti magasságban találhatók. A területen 750-1500 mm csapadék is eshet évenként, főleg nyáron. A tél hideg, akár fagypont alá is eshet a hőmérséklet a magasabb területeken. A domináns fafaj általában a tűlevelűek családjába tartozó Podocarpus latifolius. A területen honos még a Leucosidea sericea és Canthium ciliatum, melyek úgynevezett indikátor fajok. A Leucosidea serice szintén örökzöld és fagyálló is, az aljnövényzet jellemző faja. A Canthium ciliatum pedig ezen erdők szélét jelző faj.

### Szegényes füves terület típusú Veldek
Ez a Veld-típus a felsőbb platókon és hegytetőkön jellegzetes, 1050-3050 méteres tengerszint feletti magasságban. Ezek az élőhelyek túl hidegek és/vagy szárazak az erdőknek, hiszen a 450-750 mm csapadék esik évenként átlagosan - főleg nyáron -, a tél pedig fagyos. 
Ezek a füves területek a legmagasabb régiókban a hegységben már alpin tundrának tekinthetőek. Ezek a füves területek általában klimax társulások. A domináns fűfaj a szavannákon is előforduló Themeda triandra, valamint csenkesz fajok, mint például a Festuca costata.

### Keménylombú cserje típusú Veldek
Ezeknek a veldtípusoknak a vegetációja a Fynbos, ami egy komplex tűzhöz alkalmazkodott Macchia. A vegetáció eredetben és természetében is különbözik a trópusi vegetációtól. A Fynbos biom talaja általában homokos mészkő. A Fynbos jellemzően 300 méter tengerszint feletti területeken fordul elő. Átlagosan 250 mm eső esik évenként, főleg télen. A Fynbosnak 7 endemikus madárfaja, ismeretlen számú endemikus hüllő-, kétéltű és rovarfaja van. A flórája örökzöld, keménylombú fajokból áll. Egyik nagyon jellegzetes és gyönyörű növénye a Protea, amit a virágárusok szívesen kötnek csokorba, mivel igen tartós virág. A Protea a Dél-afrikai Köztársaság nemzeti virága. 
A Fynbosban több, mint 1400 hagymás növény található, ebből 96 faj a kardvirágok közé tartozik, mint például a Gladiolus alatus. Több endemikus hangaféle is megtalálható itt.

## Tűzadaptáció
A Veldek kialakításában egyes területeken jelentős szerepet játszanak a szavanna tüzek. A Veld-tüzek száma 85%-kal emelkedett 2021-ben. Az eddig rögzített tüzek nagy része sajnos emberi tevékenység miatt keletkezett. Ugyan a szavannák növényei alkalmazkodtak a tűzhöz - bizonyos mértékben -, de az egyre növekvő gyakoriság nagy károkat okozhat, főleg amiatt, hogy az állatok egyre nehezebben tudják elkerülni a tüzet. Egyes fás szárú növények úgy alkalmazkodtak, hogy masszív fás szerkezetet növesztenek a talajban, ahol védve vannak a tűztől és innen tudnak majd hajtásokkal megújulni. Ezeket nevezzük geoxyle növényeknek. Sok fűfélének pedig a magja csak tűzhatás után csírázik ki.